# Перюс-Гранд
Перю́с-Гранд (фр. Peyrusse-Grande) — коммуна во Франции, находится в регионе Юг — Пиренеи. Департамент — Жер. Входит в состав кантона Монтескью. Округ коммуны — Миранд.
Код INSEE коммуны — 32315.

## География

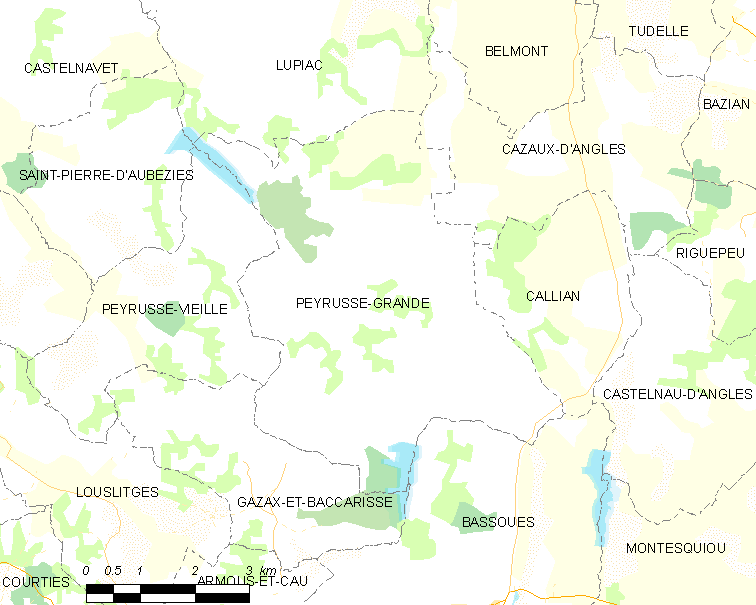
Карта коммуны

Коммуна расположена приблизительно в 610 км к югу от Парижа, в 100 км западнее Тулузы, в 30 км к западу от Оша.
На западе коммуны протекает река Дуз, а на востоке — Озу.

## Климат
Климат умеренно-океанический. Лето жаркое и немного дождливое, температура часто превышает 35 °С. Зимой часто бывает отрицательная температура и ночные заморозки. Годовое количество осадков — 700—900 мм.

## Население
Население коммуны на 2010 год составляло 162 человека.
| 1962 | 1968 | 1975 | 1982 | 1990 | 1999 | 2010 |
| ---- | ---- | ---- | ---- | ---- | ---- | ---- |
| 350  | 316  | 302  | 234  | 211  | 209  | 162  |

## Администрация
| Период | Период | Фамилия        | Партия | Примечания |
| ------ | ------ | -------------- | ------ | ---------- |
| 2001   | 2014   | Эме Вильнёв    |        |            |
| 2014   | 2020   | Вильям Вильнёв |        |            |

## Экономика
В 2010 году среди 89 человек трудоспособного возраста (15-64 лет) 69 были экономически активными, 20 — неактивными (показатель активности — 77,5 %, в 1999 году было 71,3 %). Из 69 активных жителей работали 65 человек (42 мужчины и 23 женщины), безработных было 4 (2 мужчин и 2 женщины). Среди 20 неактивных 2 человека были учениками или студентами, 15 — пенсионерами, 3 были неактивными по другим причинам.

## Достопримечательности
- Церковь Сен-Маме (XI век). Исторический памятник с 1972 года[4]

## Фотогалерея

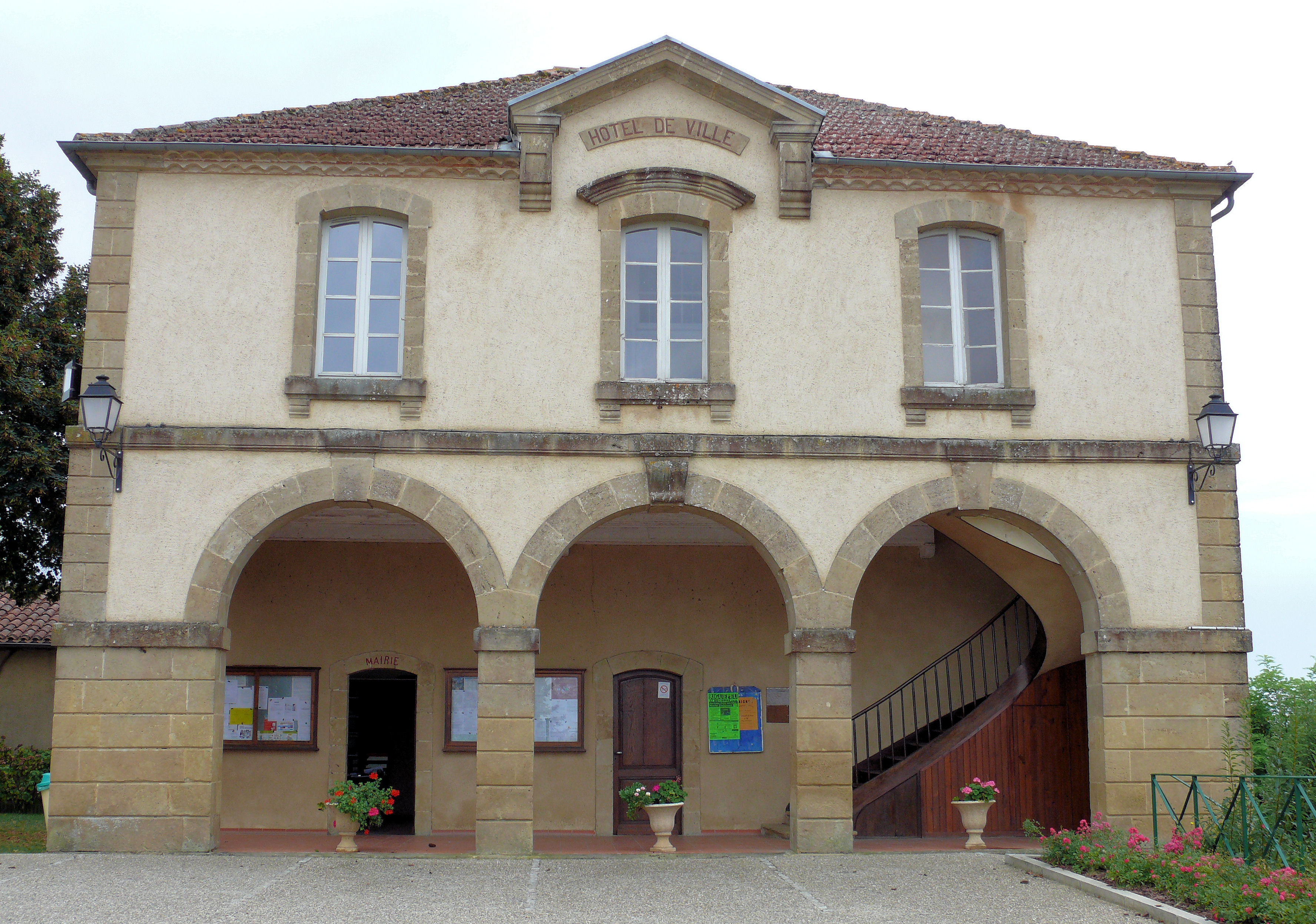
Мэрия
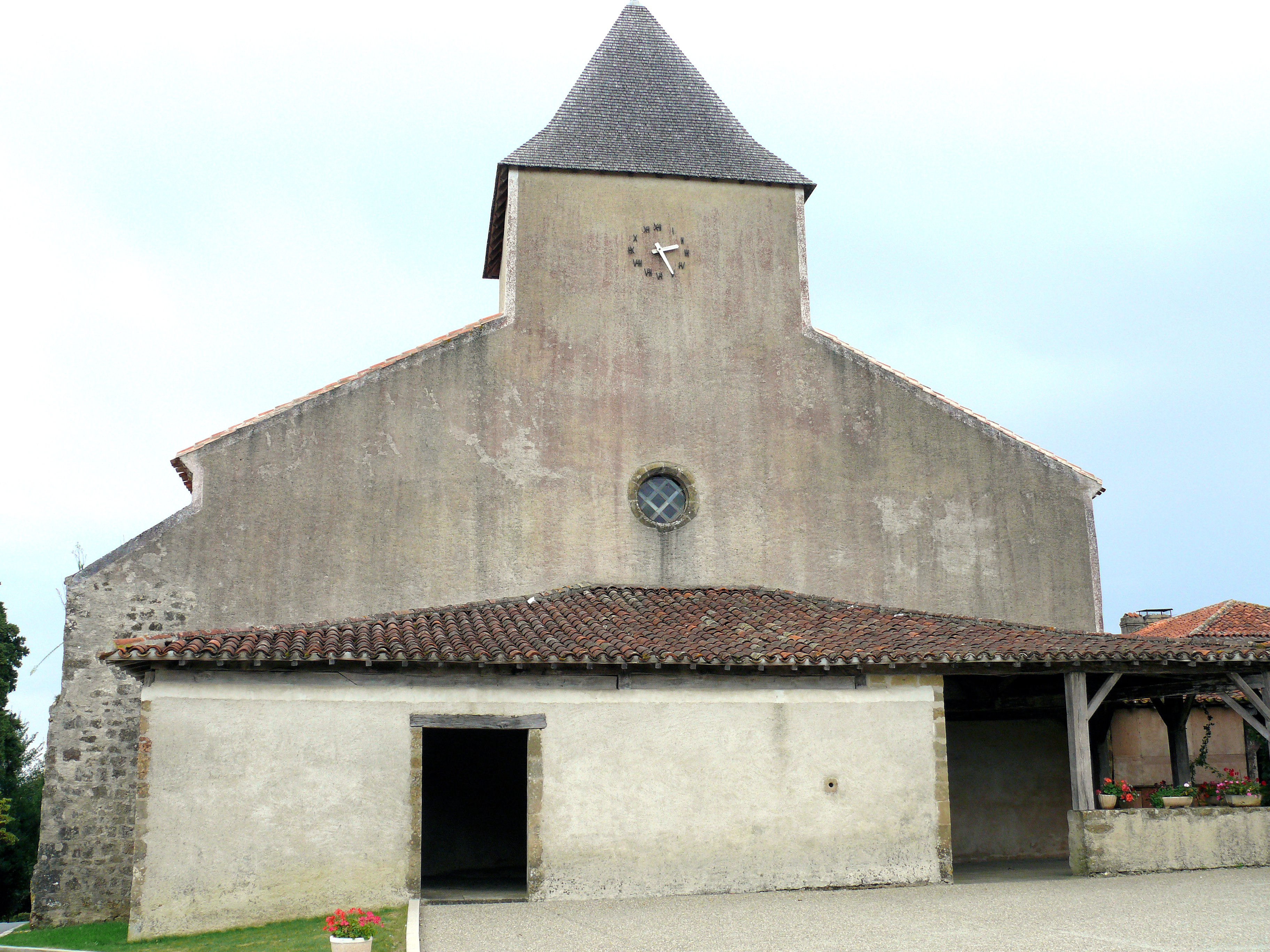
Церковь Сен-Маме
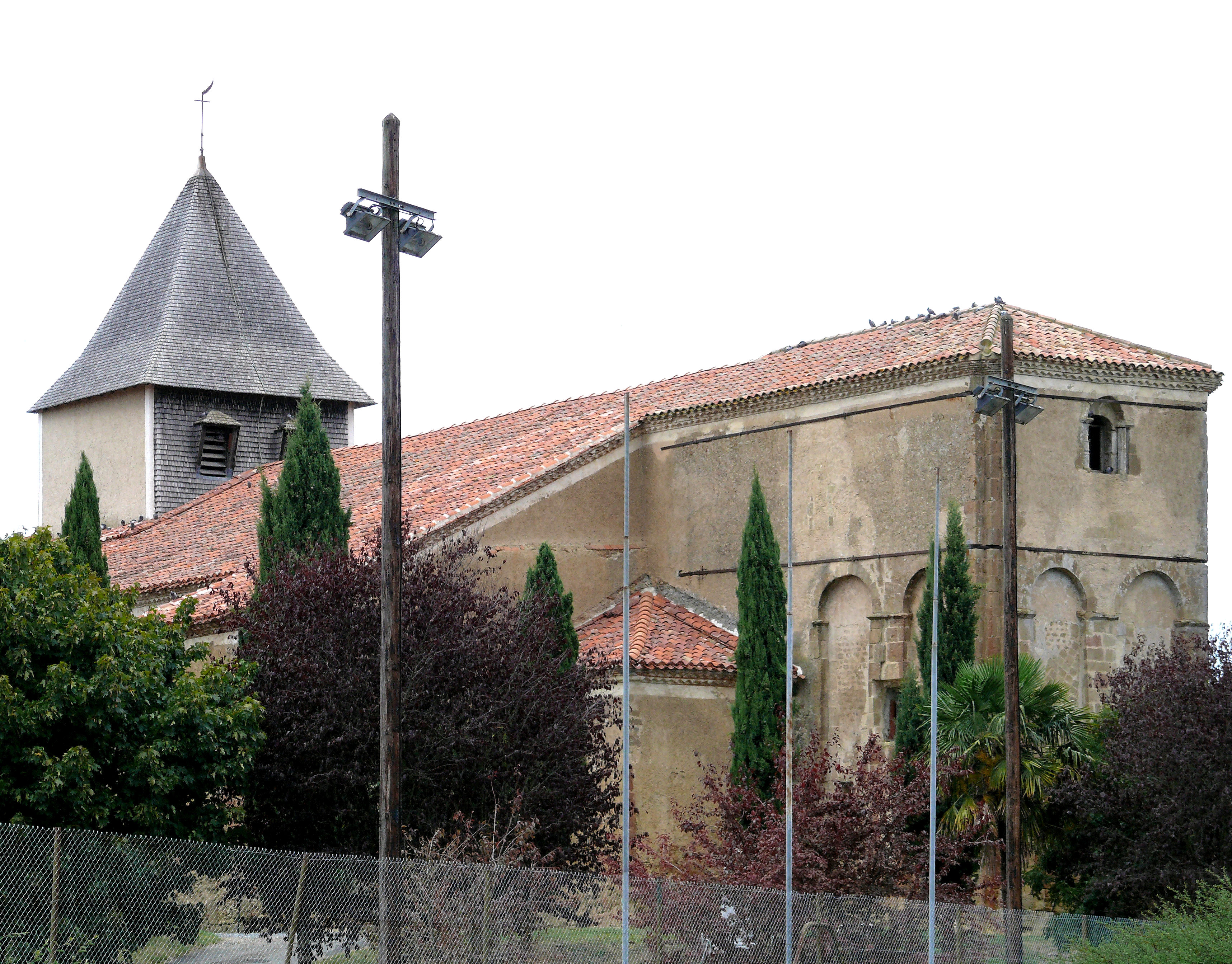
Церковь Сен-Маме
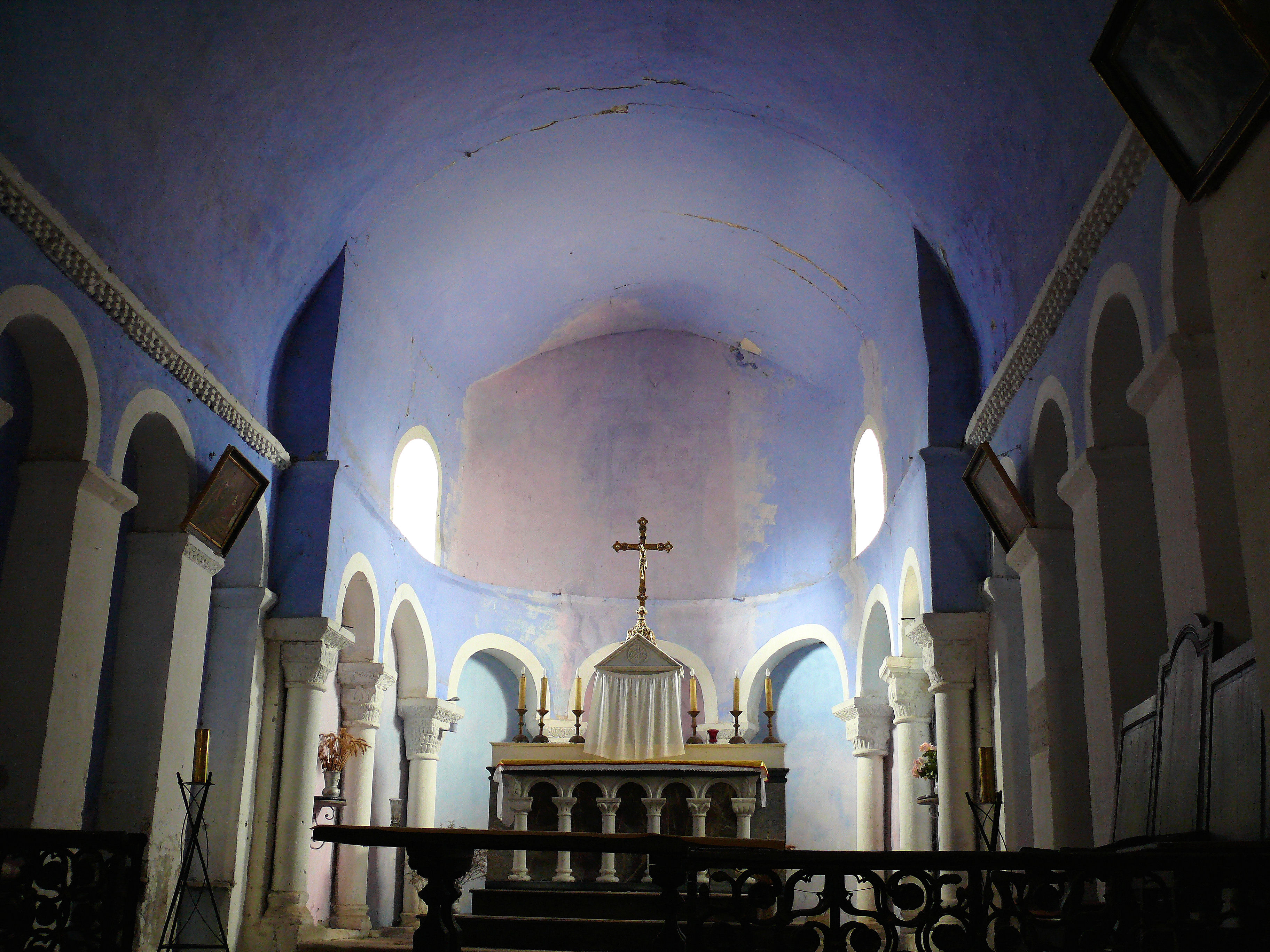
Интерьер церкви Сен-Маме
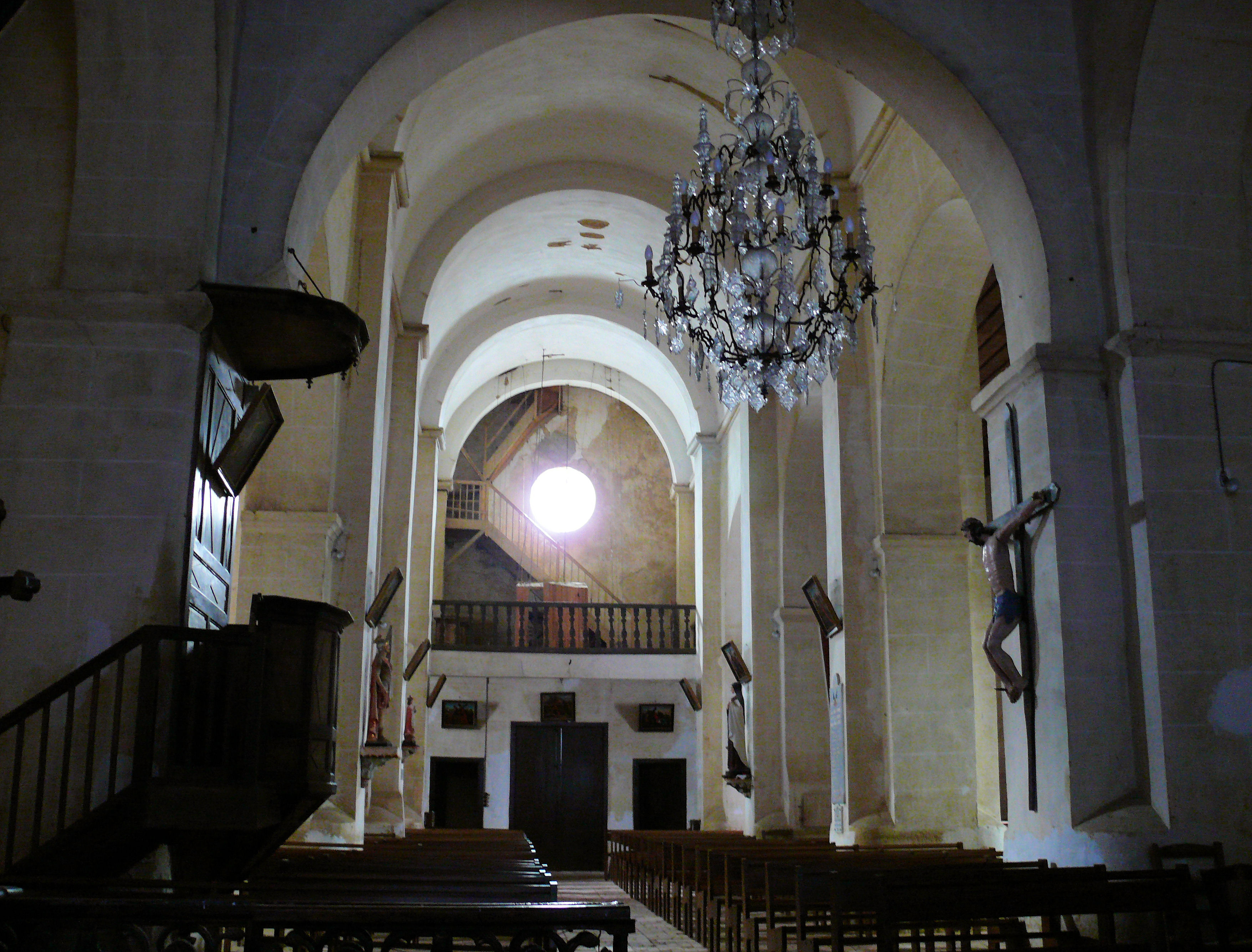
Интерьер церкви Сен-Маме